# Angelosaurus
Angelosaurus dolani es una especie extinta de sinápsido pelicosaurio. Se conoce a partr de un cráneo parcial procedente de la formación San Angelo, Texas, Estados Unidos. Data del Kunguriense (Pérmico Inferior. Tendría unos 3 a 3,5 metros de largo y pesaría unos 300 kilogramos. Pertenece a la familia Caseidae. Como su contemporáneo Cotylorhynchus, era un herbívoro grande y pesado. Compartió su entorno con los caseidos Caseoides y Caseopsis. Pudo haber sido presa del gran pelicosaurio esfenacodóntido Dimetrodon.
Como todos los caseidos, Angelosaurus pudo haber desempeñado un papel importante en su medio al ser uno de los herbívoros dominantes de su tiempo. Los cráneos de los caseidos se distinguían de los demás pelicosaurios por las grandes fenestras temporales, aberturas nasales y pineales grandes y un maxilar superior cuyos dientes sobresalían sobre al mandíbula inferior. El cuerpo probablemente tenía forma de tonel, como los demás caseidos, con extremidades grandes y vértebras cervicales cortas.  
Se han descrito otras dos especies de Angelosaurus: Angelosaurus greeni Olson 1962, y Angelosaurus romeri Olson y Barghusen, 1962.